# Boogie rock
Boogie rock je podvrsta blues rocka. Tehnika sviranja je nešto drukčija, jer je to kombinacija blues ritma i brzine rock'n'rolla. Boogie se pojavio u šezdesetim godinama i u sedamdesetim su se pojavile sastavi, koje su sinonim za boogie : Status Quo, ZZ Top, Canned Heat. Taj ritam se upotrebljavao i u hard rock, pa čak i heavy metal žanru - grupe poput Deep Purple, Uriah Heep, Thin Lizzy, Saxon, Black Sabbath, Van Halen...  su na svakom albumu imale bar jednu kompoziciju boogie ritma. Ime boogie je proizašlo iz boogie woogie klavirskih fraza, koje su pianisti svirali već prije drugog svjetskog rata.

## Izvođači
- Black Oak Arkansas
- Canned Heat
- Foghat
- The Marshall Tucker Band
- Status Quo
- Wet Willie
- ZZ Top
- Humble Pie
- Lynyrd Skynyrd
- Molly Hatchet
- George Thorogood
- Cactus
- Duke & the Drivers
- Dumpy's Rusty Nuts
- Dr.Feelgood

## Skladbe
- Elvis Presley : Don't Be Cruel
- Elvis Presley : Teddy Bear
- Status Quo : Whatever You Want
- Status Quo : Gerdundula
- ABBA : Waterloo
- Queen : Crazy Little Thing Called Love
- Van Halen : Hot for Teacher
- Judas Priest : Dissident Aggressor
- Thin Lizzy : The Boys Are Back in Town
- The Beatles : Yellow Submarine
- The Beatles : Got To Get You Into My Life
- Rolling Stones : Midnight Rambler
- Bad Company : Can't Get Enough
- Lynyrd Skynyrd : Whiskey Rock'n'Roller
- Doors : Roadhouse Blues
- Aerosmith : Same Old Song & Dance
- Styx : Born for Adventure
- Nightwing : Black Summer
- Canned Heat : On The Road Again
- Deep Purple : Wring That Neck/1968
- Deep Purple : Why Didn't Rosemary/1969
- Deep Purple : Black Night/1970
- Deep Purple : Demon's Eye/1971
- Deep Purple : Strange Kind Of Woman/1971
- Deep Purple : Lazy/1972
- Deep Purple : What's Going On Here/1974
- Deep Purple : Mean Streak/1984
- Uriah Heep : Look at Yourself
- Uriah Heep : Easy Livin'
- ZZ Top : Tush
- ZZ Top : La Grange
- Alice Cooper : School's Out
- Pink Floyd : One of These Days
- George Thorogood : One Bourbon, One Scotch, One Beer
- George Thorogood : Move It On Over
- George Thorogood : I'm Wanted
- George Thorogood : Christine
- George Thorogood : Madison Blues
- Kiss : Detroid Rock City
- Kiss : Love Gun
- UFO : Doctor Doctor
- Amii Stewart : Knock on Wood
- TOTO : Child's Anthem
- Caned Heat : let's work together